# امسك حرامي (فلم)
امسك حرامي هو فيلم مصري تم إنتاجه عام 1958، من تأليف كامل التلمساني وإخراج فطين عبد الوهاب وبطولة إسماعيل ياسين وآمال فريد ومحمود المليجي. ظهرت في هذا الفيلم القدرات الكوميدية لمحمود المليجي الذي اشتهر بأدوار الشر.

## تمثيل
- إسماعيل ياسين
- آمال فريد
- محمود المليجي
- حسن فايق
- فايزة أحمد
- نعمت مختار
- رياض القصبجي
- زوزو حمدي الحكيم

## أغاني الفيلم
من غناء فايزة أحمد
- حمال الأسية
- بريئة

## روابط خارجية
- مقالات تستعمل روابط فنية بلا صلة مع ويكي بيانات